# Giro del Lazio 1970
Il Giro del Lazio 1970, trentaseiesima edizione della corsa, si svolse il 20 settembre 1970 su un percorso di 232 km. La vittoria fu appannaggio dell'italiano Michele Dancelli, che completò il percorso in 6h13'01", precedendo il connazionale Italo Zilioli e lo svedese Tomas Pettersson.
Sul traguardo di Roma 29 ciclisti, su 112 partenti dalla medesima località, portarono a termine la competizione.

## Ordine d'arrivo (Top 10)
| Pos. | Corridore             | Squadra             | Tempo    |
| ---- | --------------------- | ------------------- | -------- |
| 1    | Michele Dancelli      | Molteni             | 6h13'01" |
| 2    | Italo Zilioli         | Faemino-Faema       | a 1"     |
| 3    | Tomas Pettersson      | Ferretti            | a 5'32"  |
| 4    | Marino Basso          | Molteni             | a 6'05"  |
| 5    | Gianni Motta          | Salvarani           | s.t.     |
| 6    | Eddy Merckx           | Faemino-Faema       | s.t.     |
| 7    | Felice Gimondi        | Salvarani           | s.t.     |
| 8    | Noël Van Clooster     | Hertekamp-Magniflex | s.t.     |
| 9    | Jean-Pierre Berckmans | Hertekamp-Magniflex | s.t.     |
| 10   | Maurice Dury          | Hertekamp-Magniflex | s.t.     |